# Karel Zupančič
Karel Zupančič, slovenski pravnik, * 25. marec 1934, Ljubljana. 

## Življenje in delo
Zupančič je v rojstnem mestu obiskoval nižjo gimnazijo in Tehniško srednjo šolo ter bil od 1953 tehnik v Litostroju. Leta 1957 je začel študirat pravo in 1963 diplomiral na ljubljanski PF ter prav tam 1973 tudi doktoriral. Med leti 1967/1968 se je strokovno izpopolnjeval na Pravni fakulteti v Kielu. Leta 1964 se je zaposlil in predaval na PF v Ljubljani, od 1985 kot redni profesor za družinsko, dedno in osebnostno pravo. Po upokojitvi je bil leta 2003 izvoljen v naziv  zaslužni profesor UL.
Zupančič znanstveno in strokovno sodeluje s pravnimi fakultetami v Regensburgu, Leipzigu in na Dunaju. V številnih samostojnih publikacijah in razpravah je obravnaval, pogosto kot prvi v Sloveniji, posamezne pomembne institute družinskega in dednega prava.